# Jaco Van Gass
Jaco-Albert Van Gass auch Jaco van Gass OBE (* 20. August 1986 in Middelburg, Südafrika) ist ein britisch-südafrikanischer Behindertenradsportler.

## Einsatz in Afghanistan
Jaco Van Gass wurde in Südafrika geboren. Im Alter von 20 Jahren ging er nach Großbritannien, um den British Armed Forces beizutreten. Mitte des Jahres 2007 hatte er seine Ausbildung beendet und wurde Mitglied eines Fallschirmjäger-Regiments. Bei seinem zweiten Einsatz in Afghanistan wurde Van Gass 2009 von einer reaktiven Panzerbüchse getroffen. Er verlor seinen linken Arm, seine Lunge kollabierte, und er erlitt weitere Verletzungen am Körper und an seinen inneren Organen. Er musste insgesamt elfmal operiert werden. Durch intensive Rehabilitation und eigene Entschlossenheit entwickelte Van Glass neuen Lebensmut.

## Sportlicher Werdegang
Zunächst lernte Van Gass das Skifahren und nahm als Mitglied des Combined Services Disabled Ski Team an Wettbewerben teil. 2011 bezwang er als erster Südafrikaner den mit 8164 Meter achthöchsten Berg der Welt, den Manaslu im Himalaya. 2012 machte er den Versuch, den Mount Everest zu ersteigen, was allerdings an schlechten Wetterbedingungen scheiterte. Inzwischen hat er auch erfolgreich Marathonläufe absolviert.
Im Dezember 2013 gehörte Van Gass zu einer Gruppe von gehandicapten Soldaten, die gemeinsam mit dem britischen Prinzen Harry zu Gunsten der Hilfsorganisation „Walking With The Wounded“ einen 335 Kilometer langen Marsch zum Südpol absolvierten. Dadurch kamen 1,5 Millionen Pfund an Spenden zusammen, die für die sportliche Rehabilitierung von verwundeten Soldaten verwendet werden.
Anschließend wandte Jaco Van Gass sein Interesse dem Radsport zu und wurde 2013 in das Paralympic Development Programme aufgenommen. Bei den Invictus Games im September 2014 errang er zwei Goldmedaillen im Radsport. Seit Ende 2014 nimmt er am Paralympic Academy Programme des britischen Radsportverbandes British Cycling teil.
2015 startete Van Gass erstmals bei UCI-Paracycling-Bahnweltmeisterschaften und wurde Siebter in der Einerverfolgung und Achter im 1000-Meter-Zeitfahren. Bei den UCI-Paracycling-Bahnweltmeisterschaften 2016 im italienischen Montichiari errang er die Bronzemedaille im Scratch. Zwei Jahre später, bei den UCI-Paracycling-Bahnweltmeisterschaften 2018 in Rio de Janeiro, wurde er Dritter in der Einerverfolgung. 2020 wurde er Vize-Weltmeister in dieser Disziplin, und in Omnium und in Scratch errang er jeweils den Weltmeistertitel. Bei den Paralympics in Tokio errang er drei Medaillen auf der Bahn: jeweils Gold in der Einerverfolgung und mit Kadeena Cox und Jody Cundy im gemischten Teamsprint sowie Bronze im Zeitfahren.

## Weitere Aktivitäten
Van Gass ist Botschafter der Rose Charitable Foundation, die verwundete Soldaten unterstützt. In dieser Eigenschaft und als Mitglied des Marsches zum Südpol trat er inzwischen mehrfach im Fernsehen auf.